# Microcanus minor
Microcanus minor – gatunek chrząszcza z rodziny kózkowatych i podrodziny zgrzypikowych. Jedyny przedstawiciel rodzaju Microcanus.

## Zasięg występowania
Gatunek ten występuje w południowym Meksyku, notowany w stanach Guerrero, Oaxaca i Veracruz.